# 溫查契刻符號

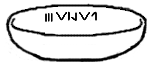
一件在溫查遺址地下8.5米深處出土的陶器的現代重繪

溫查契刻符號是一組尚未破譯的符號，因其被鐫刻在中歐和東南歐的溫查文化及其他相關古歐洲文化的新石器時代文物上而得名。對於溫查契刻符號是世界最早的書寫系統之一還是僅僅是某種不成體系的符號，尚存在爭議。溫查契刻符號有時也被認為是一種類文字。這些符號約在公元前3500年之後便消聲匿跡。

## 發現

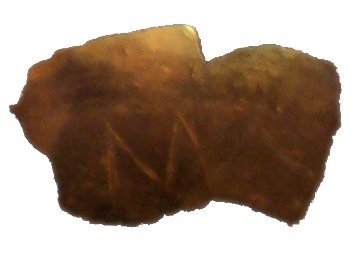
刻有一個M形記號的陶片

1875年，匈牙利考古學家索菲亞·朵瑪在托爾多斯（今羅馬尼亞圖爾達什）主持考古發掘時出土了一批刻有未知符號的大理石和陶器碎片，還在流經當地的多瑙河二級支流穆列什河內發現了女性雕像、罐子、石製器物等文物。1908年，塞爾維亞考古學家米洛耶·瓦西奇在貝爾格萊德郊區的溫查（距圖爾達什約245公里）發掘出了類似的文物。之後，考古學家在貝爾格萊德的另一地區巴尼察發現了更多此類碎片。自1875年以來，僅在塞爾維亞就已發現了逾150個溫查文化的遺址，但包括溫查遺址本身在內的許多遺址均未完全發掘。
1961年，考古學家尼古拉·弗拉薩（Nicolae Vlassa）領導的一個團隊在羅馬尼亞發現了特爾特里亞圖章，再次引發了有關這些符號的爭論。弗拉薩認為這些圖章是寫就於公元前2700年前後的象形文字，而放射性碳定年法測得同一地點出土的其他文物可以追溯到公元前4000年之前，比弗拉薩預測的年代早了約1300年，且比蘇美爾人和米諾斯人創造書寫系統的年代還要早。不過這些文物的出土情況以及真實性仍存在爭議。

## 概要

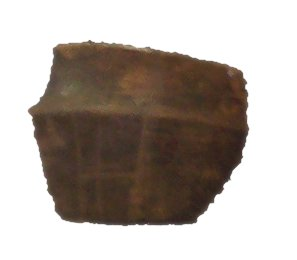
刻有溫查符號的陶片

雖然已發現的符號總數不少，但大部分出土文物上都只刻有少數幾個符號，不太可能是完整的文本。
已發現的符號大多刻在陶罐上，其餘的則刻在陶錠盤、陶俑和一些其他物品上。這些符號由各種抽象圖案和象形圖案組成，包括形似動物、梳子、畫筆等的圖樣以及諸如卍字、十字、V形等抽象符號。刻有符號的文物中有85%以上都只刻有一個符號，而一些刻有多個符號的文物上符號的排列方式也不太明顯，這使得研究者很難確定這些符號的順序和方向。不同種類的物件上符號的分佈方式差異很大：單獨出現的符號幾乎只刻在陶罐上，而與其他符號一起出現的符號往往刻在錠盤上。定量語言學分析得出的結論是，這些符號中有59%是陶器標記，11.5%是溫查文化中錠盤上的不對稱裝飾的一部分，29.5%可能是某種具有符號學意義的記號。
溫查契刻符號資料庫DatDas中收錄了971件文物上的共計5421個符號。所有這些文物上均刻有多於一個的符號，而資料庫收錄的符號來自其上的共計1178條銘文。

## 破譯
溫查契刻符號的性質至今不明，學界對於這些符號的含義尚未達成共識。雖然以形意符號為特徵的類文字可能早在舊石器時代初期就已出現，但溫查契刻符號不太可能是一種真正意義上的文字，因為新石器時代的歐洲無國家社會不太可能有理由獨立發明一種文字。例如美索不達米亞發展文字是為了滿足早期國家社會對管理政治與經濟體系的需要，而沒有證據顯示溫查文化中存在此類機構。溫查契刻符號可能具有表示所有權、個人或群體認同、神聖或宗教意義等多種功能，例如刻在陶器上的單個符號有可能表示這件陶器的所有者等。

## 來源

### 引用
1. ↑  Haarmann (2010)，10: 5300–3200 BC.
2. 1 2  Kruk & Milisauskas (2002)，第236頁.
3. ↑  Owens (1999).
4. ↑  Lazarovici & Merlini (2016).
5. ↑  Torma (1879).
6. ↑  Vasić (1932)，Vasić (1936a)，Vasić (1936b)，Vasić (1936c)
7. ↑  Tasić, Srejović & Stojanović (1990).
8. ↑  Merlini & Lazarovici (2008).
9. ↑  Qasim (2013).
10. 1 2  Mäder (2019).
11. ↑  Merlini (2009).
12. ↑  Kruk & Milisauskas (2011)，第268–269頁.
13. ↑  Kruk & Milisauskas (2011)，第267–269頁.
14. ↑  Starović (2005).

## 延伸閱讀
- Chapman, John. . Oxford: British Archaeological Reports. 1981. ISBN 9780860541394.
- Palavestra, Aleksandar. . Архаика. 2017, 5: 143–165  [2024-04-19]. （原始内容存档于2023-11-30）.
- Wu, K.; Solman, J.; Linehan, R.; Sproat, R. . Lsa Annual Meeting Extended Abstracts (Linguistic Society of America). 2012, 3: 4–1. doi:10.3765/exabs.v0i0.576 .

## 外部鏈接
- 2008年於羅馬尼亞舉辦的研討會：多瑙文字：東南歐的新銅石並用時代文字 （页面存档备份，存于）
- 溫查-圖爾達什符號 （页面存档备份，存于）字體文件
- 古歐洲文字：進一步的證據 （页面存档备份，存于）